# حادثه اوتسو

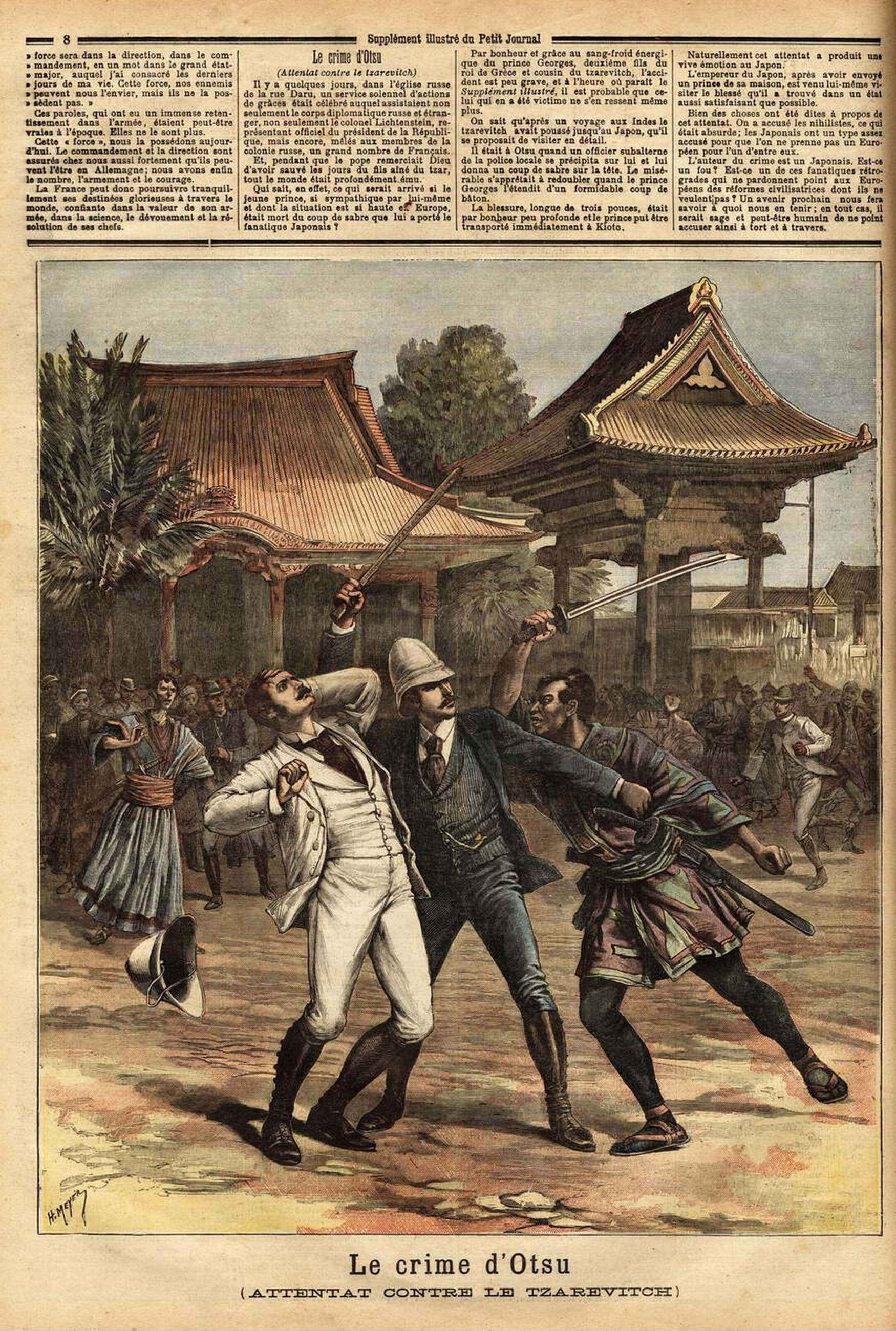
گراور تلاش برای ترور نیکلاس دوم روسیه در اوتسو، ژاپن، توسط هانری مایر، پاریس، Le Petit Journal، شماره ۳۰ مه ۱۸۹۱

حادثه اوتسو (به ژاپنی: 大津事件، Ōtsu Jiken)، یک اقدام به ترور ناموفق به نیکلای دوم بعدها امپراتور روسیه در ۲۹ آوریل ۱۸۹۱ میلادی، هنگام بازدید او از ژاپن به عنوان بخشی از سفر شرقی‌اش بود.

## پس زمینه

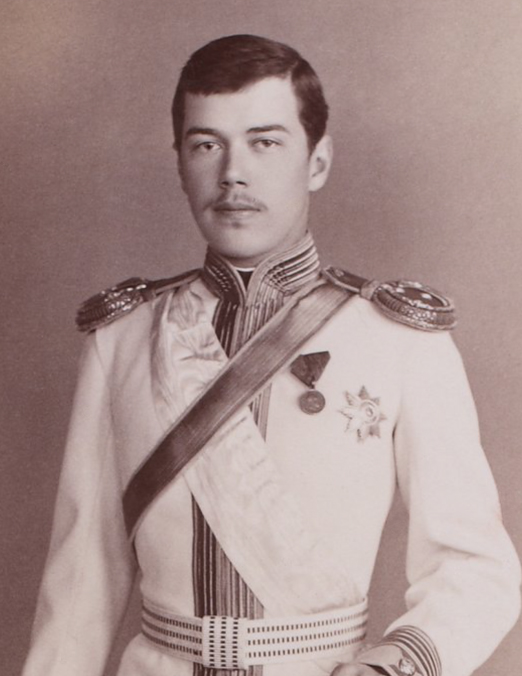
نیکلای دوم از امپراتوری روسیه

تزارویچ نیکلاس از طریق دریا به ولادی‌وستوک در شرق دور روسیه برای مراسم آغاز ساخت راه‌آهن سراسری سیبری سفر کرده بود. سفر به ژاپن بخشی از این سفر بود. ناوگان اقیانوس آرام (روسیه)، همراه با این کشتی پسر تزار روسیه در کاگوشیما، سپس ناگاساکی، و سپس در نهایت کوبه (شهر) متوقف شد.
از کوبه، تزارویچ (نیکلای دوم) از طریق زمین به کیوتو سفر کرد، جایی که شخصاً با یک هیئت بلندپایه به رهبری ژاپنی شاهزاده آریسوگاوا تاروهیتو ملاقات کرد. این اولین دیدار چنین شخصیتی از منطقه از زمان دیدار شاهزاده هاینریش پروس در سال ۱۸۸۰ و دو شاهزاده بریتانیایی دیگر بود که در سال ۱۸۸۱ از این منطقه دیدن کردند. در زمان سفر تزارویچ، نفوذ نظامی امپراتوری روسیه به سرعت در خاور دور در حال افزایش بود، که به عنوان کاتالیزوری مسئول ترغیب دولت ژاپن به تأکید شدید بر این دیدار اساساً برای تقویت بهتر روابط روسیه و ژاپن تلقی می‌شد.
نیکلای دوم به صنایع دستی سنتی ژاپنی علاقه نشان داد و طبق گزارش‌ها، یک اژدها خال‌کوبی در بازوی راست خود خالکوبی کرد. همچنین تصور می‌شود که نیکلاس برای یک دختر ژاپنی با وضعیت ناشناخته یک گیره موی زینتی خریده است.

## جزئیات حمله

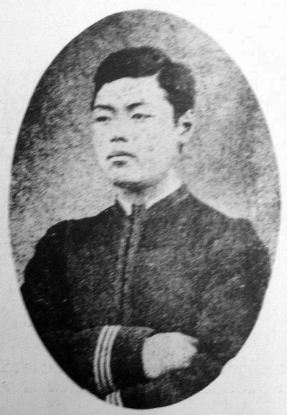
تصویر مهاجم به تزارویچ: پلیس تسودا سانزو

تلاش برای ترور در ۲۹ آوریل ۱۸۹۱ رخ داد، در حالی که نیکلاس پس از یک سفر یک روزه به دریاچه بیوا استان شیگا در اوتسو، شیگا به کیوتو بازمی‌گشت.
تسودا سانزو (۱۸۵۵–۱۸۹۱)، یکی از پلیس‌های اسکورت او، که با یک سابر (نوعی شمشیر) به صورت تزارویچ حمله کرد. اقدام سریع پسر عموی نیکلاس، شاهزاده جرج یونان و دانمارک که ضربه دوم را با عصایش دفع کرد، جان او را نجات داد.
تسودا سپس سعی کرد فرار کند، اما دو راننده ریکشا در اطرافیان نیکلاس او را تعقیب کردند و او را روی زمین انداختند. نیکلاس در سمت راست پیشانی خود جای زخمی به طول ۹ سانتی‌متر داشت. زخم او تهدیدی برای زندگی او نبود، اما باعث سردردهای طاقت‌فرسا تا پایان عمر شد.
نیکلاس با عجله به کیوتو بازگردانده شد، جایی که شاهزاده کیتاشیراکاوا یوشی‌هیسا دستور داد که او را برای استراحت به کاخ امپراتوری کیوتو ببرند و پیام‌هایی به توکیو ارسال شد. نخست‌وزیر ژاپن ماتسوکاتا ماسایوشی از ترس اینکه روسیه از این حادثه به عنوان بهانه‌ای برای جنگ استفاده کند و با علم به اینکه ارتش ژاپن در آن زمان با روسیه همتا نیست، به امپراتور میجی توصیه کرد که فوراً برای بازدید از نیکلاس برود. امپراتور در ایستگاه شیباشی سوار قطار شد و شب را طی کرد تا صبح روز بعد به کیوتو برسد.
روز بعد، هنگامی که نیکلاس تمایل خود را برای بازگشت به ناوگان روسیه در کوبه ابراز کرد، امپراتور میجی به شاهزاده کیتاشیراکاوا و شاهزاده آریسوگاوا تاکهیتو دستور داد تا او را همراهی کنند.

## پس از حمله
امپراتور میجی علناً از عدم میهمان نوازی ژاپن از یک مهمان دولتی ابراز تاسف کرد که منجر به سرازیر شدن حمایت عمومی و پیام‌های تسلیت برای تزارویچ شد.
بیش از ۱۰۰۰۰ تلگراف با آرزوی بهبودی سریع برای تزارویچ فرستاده شد. شهر زادگاه سانزو در استان یاماگاتا حتی از نظر قانونی استفاده از نام خانوادگی «تسودا» و نام داده شده «سانزو» را ممنوع کرد. وقتی نیکلاس سفر خود به ژاپن را علی‌رغم عذرخواهی امپراتور میجی کوتاه کرد، یک خیاط جوان، یوکو هاتاکه یاما (畠山勇子)، گلوی او را با تیغ در مقابل دفتر ریاست جمهوری کیوتو به عنوان یک عمل پشیمانی عمومی برید و به زودی در بیمارستان درگذشت. رسانه‌های ژاپنی در آن زمان او را به عنوان «رتسوجو» (زن شجاع) ستایش کردند.
دولت به دادگاه فشار آورد تا تسودا را بر اساس ماده ۱۱۶ قانون جزا محاکمه کند، که برای اعمال علیه امپراتور، امپراتور یا ولیعهد ژاپن، اعدام را خواستار شد. با این حال، رئیس قاضی کوجیما کورکاتا حکم داد که ماده ۱۱۶ در این مورد اعمال نمی‌شود و به جای آن تسودا را به حبس ابد محکوم کرد. اگرچه تصمیم کوجیما در آن زمان بحث‌برانگیز بود، اما بعدها به عنوان نمونه ای از استقلال قوه قضاییه در ژاپن مورد استفاده قرار گرفت.
وزارت امور داخله (ژاپن) سایگو جودو و وزیر امور خارجه ژاپن آئوکی شوزو استعفا دادند.
دولت روسیه رسماً رضایت کامل خود را از نتیجه اقدامات ژاپن ابراز کرد و در واقع رسماً اعلام کرد که اگر تسودا به اعدام محکوم شده بود، آنها برای عفو تلاش می‌کردند. با این حال، مورخان بعدی اغلب در مورد اینکه چگونه این حادثه (که نه تنها تزارویچ نیکلاس را برای همیشه زخمی کرد، بلکه باعث سردردهای دردناکی برای او شد) بعدها بر نظر نیکلاس در مورد ژاپن و ژاپنی‌ها تأثیر گذاشته است و همچنین اینکه چگونه این ممکن است این حادثه بر تصمیمات او در روند تا و در طول جنگ روسیه و ژاپن ۱۹۰۴–۱۹۰۵ تأثیر گذاشته باشد، بحث شده است.
پلیس سابق تسودا به زندان آباشیری در هوکایدو اعزام شد و در شهریور همان سال بر اثر بیماری درگذشت. انگیزه او از این حمله همچنان نامشخص است و با توضیحاتی از اختلال روانی نفرت از خارجی‌ها همراه بوده است.